# Little Big (együttes)
A Little Big egy orosz rave csapat, amit 2013-ban alapítottak Szentpéterváron. A formáció tagjai: Ilja "Iljics" Pruszikin (Илья "Ильич" Прусикин), Szergej "Gokk" Makarov (Сергей "Гокк" Макаров), Szonja Tajurszkaja (Соня Таюрская) és Anton Lisszov (Антон Лиссов). Első stúdióalbumuk 2014. március 17-én jelent meg "With Russia From Love" címen. Az együttes ezidáig két stúdió albumot és hat kislemezt adott ki.

## Történet
Az együttes 2013. április 1-én adta ki debütáló videójukat, az "Every Day I'm Drinking"-et. Első fellépésük az "A2" klubban volt 2013. július 2-án, a Die Antwoord előzenekaraként.
Oroszországban turnéznak. "Ez a [rave] zene nagyon keresett. Nem költöttünk rá [promóció szempontjából] egy vasat sem, csak felvettük a klipet és ismertek lettünk Európában.", mondta Ilya Prusikin egy interjú során az UTV-nek.
2015. december 19-én az együttes kiadta második stúdió albumát, a "Funeral Rave"-et. Az orosz iTunes listán a 8. helyen végeztek 2015 utolsó hetén.
2016. május 21-én a "Give Me Your Money" és a "Big Dick" zenei videójukért díjat kaptak a 2016-os berlini Music Video Awards-on. A "Big Dick" a "Leggicsesebb" kategóriában első helyen végzett, míg a "Give Me Your Money" 3. helyen végzett a "Legjobb előadás" kategóriában. A "Big Dick" klip erősen szexuális töltetű és több, mint 70 millió megtekintésnél tart a YouTube-on.
"Csak meg akartuk mutatni az embereknek a saját életüket. Az országok és kormányaik nem annyira fontosak, mint ahogy azt ők gondolják és az emberek azt csinálhatják, amihez kedvük van." – nyilatkozta Ilja Pruszikin frontember, a Noiseynek adott egyik interjúban.
A 2020-as Eurovíziós Dalfesztiválon Hollandiában Oroszországot képviselték volna. A dal, amely az UNO címet viseli, március 12-én jelent meg.
2022-ben Oroszország ukrajnai inváziója miatt Los Angelesbe költöztek.

## Zenei stílus
Az együttes saját magát szarkasztikus kollaborációnak tartja, amely a zenére, a vizuális elemekre és a műsorra támaszkodik. A Little Big minden számában és klipjében alapoz az oroszokról kialakult különböző sztereotípiákra, illetve a humor is jellemző legtöbb dalukra. Minden videójukat saját maguk rendezik és veszik fel a csapat egyik társalapítója, Alina Piazok segítségével.
Annak fényében, hogy az első fellépésük a Die Antwoord előtt volt, azonnal mindenki az "Orosz Die Antwoord"-ként azonosította őket, és a mai napig gyakran vonnak párhuzamot a két együttes között. A Vice magazin a Little Biget az "oroszok elmebeteg válasza a Die Antwoordre"-nak nevezte. Más kritikusok rámutattak, hogy míg a Little Bignek megvan a saját stílusa, a hallgatók számára felismerhető stílusjegyeket is tartalmaz, mint az orosz népzene és az orosz kultúra elemei.
Az együttes állítása szerint sok előadó befolyásolta stílusuk kialakulását, többek között a Cannibal Corpse, Nirvana, RHCP, Rammstein, és a The Prodigyn át Mozart és Vivaldi is.

## Diszkográfia

### Nagylemezek
- With Russia From Love (2014)
- Funeral Rave (2015)
- Antipositive, Pt. 1 (2018)
- Antipositive, Pt. 2 (2018)

### Kislemezek
- Everyday I'm Drinking (2013)
- Dead Unicorn (2014)
- Kind Inside, Hard Outside (2015)
- Give Me Your Money (feat. Tommy Cash) (2015)
- U Can Take (Tatarka feat. Little Big) (2016)
- Rave On (2017)
- Lolly Bomb (2017)
- Slemyatsya pacany (2018)
- Skibidi (2019)
- Rave In Peace (In Memory of Keith Flint) (2019)
- I'm OK (2019)

### Klipek
- 2013 – Everyday I’m drinking
- 2013 – We Will Push The button
- 2013 – Russian Hooligans
- 2013 – Life In Da trash
- 2014 – Public Enemy
- 2014 – Dead Unicorn
- 2014 – With Russia From Love
- 2015 – Kind Inside, Hard Outside
- 2015 – Give Me Your Money (feat. Tommy Cash)
- 2016 – Big Dick
- 2016 – Hateful Love
- 2016 – Polyushko Polye
- 2016 – U Can Take (Tatarka feat. Little Big)
- 2017 – Rave On
- 2017 – LollyBomb
- 2018 – Punks Not Dead
- 2018 – Faradenza
- 2018 – AK-47
- 2018 – Skibidi
- 2019 – I'm OK
- 2019 – Go Bananas
- 2019 – ROCK–PAPER–SCISSORS
- 2020 – Uno
- 2020 – Hypnodancer
- 2020 – Tacos
- 2020 – S*ck My D*ck 2020
- 2021 – Sex Machine
- 2021 - Everybody
- 2021 - Moustache (feat Netta)
- 2021 - Turn it up (feat Tommy Cash & Oliver Tree)
- 2020 - Pendejo

## Fordítás
- Ez a szócikk részben vagy egészben  a   Little Big (group) című angol Wikipédia-szócikk fordításán alapul.  Az eredeti cikk szerkesztőit annak laptörténete sorolja fel. Ez a jelzés csupán a megfogalmazás eredetét és a szerzői jogokat jelzi, nem szolgál a cikkben szereplő információk forrásmegjelöléseként.